# Landgoed Ockenburgh
Landgoed Ockenburgh (Español: Finca Ockenburgh) es una finca antigua con una casa en el municipio de La Haya. Está localizada al oeste del centro de Loosduinen, cerca de la costa. 

## Historia
Las excavaciones muestran que esta área ya estaba inhabilitada en la Edad del Bronce. En el siglo II d. C. se ubicó aquí un vicus, como parte de las defensas costeras. Se han encontrado tumbas de caballos durante las excavaciones junto a la fortaleza. Todavía en 2014, se encontraron una máscara romana y una estatua de un dios. En la época romana, un camino corría a lo largo de Ockenburgh en la Delta del Rin-Mosa-Escalda. Parte de esto todavía se indica en la reproducción del mapa de Delfland realizado en 1712 por los hermanos y topógrafos Nikolaes y Jakob Kruikius.

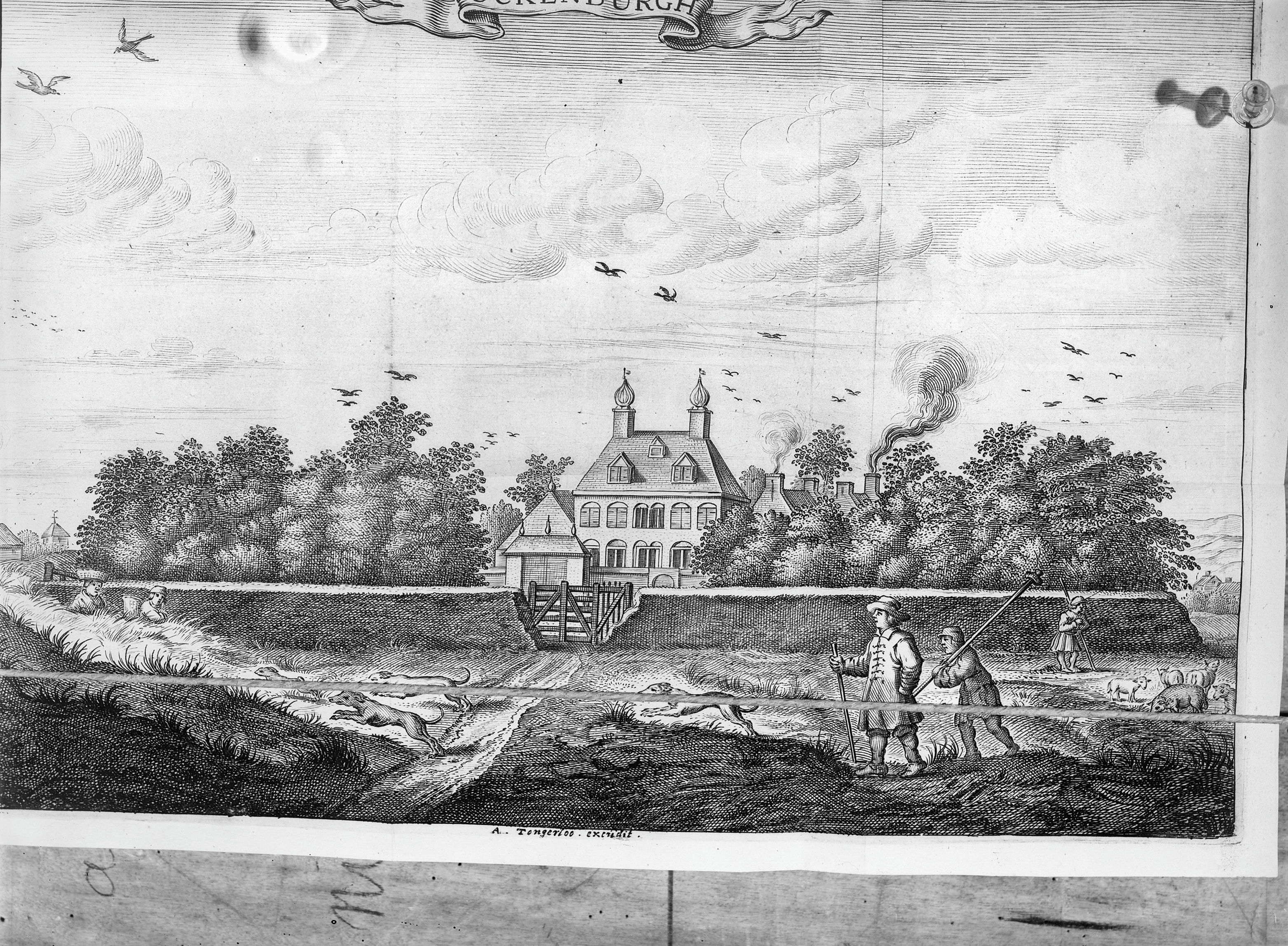
La casa hacia 1650.

### Construcción y ampliación de la villa
Alrededor de 1650, el poeta y médico Jacob Westerbaen cultivó el paisaje de dunas salvajes al sur de La Haya y fundó la casa, al que se mudó en 1652. Hasta el año 1652 vivía con su esposa en la Finca Westkamp.
El jardín de la finca fue diseñada en el estilo paisajístico clasicista formal. Alrededor de 1840, el jardín formal se convirtió en un jardín paisajístico. El diseño del jardín no se ha modificado desde 1889. En el año 1898 la finca fue vendida al notario Solko Johannes van den Bergh. Más tarde, la finca se fusionó con el adyacente Finca Santvoort.

### Años de guerra
Durante la Primera Guerra Mundial, 1500 soldados Belgas fueron internados en la finca. El aeropuerto de Ockenburg se construyó en 1919 (donde ahora se encuentra el final de Machiel Vrijenhoeklaan). La finca fue comprada por el municipio de La Haya el día 9 de agosto de 1931. Desde la compra por el municipio la finca está abierta al público.
Antes de la Segunda Guerra Mundial, en 1938, los niños refugiados judíos de Alemania y Austria se alojaban en la finca.
Durante la Segunda Guerra Mundial, los combates por el aeropuerto de Ockenburg en la Batalla de los Países Bajos tuvieron lugar aquí. A partir del año 1944, los Alemanes se dispararon cohetes V2 desde Landgoed Ockenburgh en Londres y París.

### Después de la guerra
Ockenburgh ha tenido un camping desde 1954. La casa se destinó como albergue juvenil y se le dio una gran ampliación en la década de 1970, con una moderna construcción de acero y vidrio. En 1996 se cerró el albergue juvenil y en 2011 se eliminó la ampliación y se almacenó. La ampliación tendrá su nuevo destino en el distrito de Binckhorst a finales de 2021. En la década de 1990 se construyó un parque de bungalós en una parte del camping. El parque de bungalós es parte del grupo Roompot y se llama Vakantiepark Kijkduin. Al lado está el club de golf Ockenburgh .
En septiembre de 2015, se inauguró una brasserie en el invernadero detrás del edificio. El exterior del edificio fue renovado por el municipio de La Haya en 2016. La renovación de la casa está realizada por la fundación para la Preservación de la Finca Histórica Ockenburgh y se completó el 11 de septiembre de 2020 después de una restauración exhaustiva.